# كالفين ماك أنتوش
كالفين ماك أنتوش (بالهولندية: Calvin Mac-Intosch) (9 أغسطس 1989 بأمستردام في هولندا - ) هو لاعب كرة قدم هولندي في مركز الدفاع. لعب مع نادي كامبور ونادي هارلم ونادي تلستار ‏.

## روابط خارجية
- كالفين ماك أنتوش على موقع ناشيونال فوتبول تيمز (الإنجليزية)
- كالفين ماك أنتوش على موقع Soccerway.com (الإنجليزية)
- كالفين ماك أنتوش على موقع عالم كرة القدم.نت (الإنجليزية)